# Музей Добролюбова
Государственный литературно-мемориальный музей Н. А. Добролюбова — единственный в России и мире музей литературного критика и писателя Николая Александровича Добролюбова, расположен в Нижнем Новгороде.
Музей располагается в двух зданиях, составляющих ансамбль усадьбы Добролюбовых. Дома построены в 1838 году по проекту известного архитектора Е.И. Кизеветтера и являются памятниками истории и культуры федерального и регионального значения. Семья Добролюбовых жила в двухэтажном флигеле усадьбы. Здесь прошли детство и юность писателя. В доме-музее восстановлена подлинная обстановка, которая состоит из мемориальных вещей.
Соседний трёхэтажный дом Добролюбовы сдавали внаём. Сейчас это главное здание музея, в нем размещена литературная экспозиция, проходят выставки.
Дом-музей Н.А. Добролюбова был открыт 13 сентября 1971 года, к 750-летию Нижнего Новгорода. Инициатором создания мемориального музея был доктор филологических наук, литературовед, краевед Серафим Андреевич Орлов (1910—1980). Первоначально музей существовал как филиал Государственного литературного музея им. М. Горького, которым руководил заслуженный работник культуры РСФСР Н. А. Забурдаев. С 1986 г. Музей Н.А. Добролюбова - самостоятельное учреждение культуры.
В сентябре 2020 года было принято решение о реставрации музея.